# 茶の間の科学
『茶の間の科学』（ちゃのまのかがく）は、NHK総合で放送された家庭主婦向けの科学教養番組である。

## 基礎情報

### 第1期
放送期間：1956年11月8日 - 1957年4月4日

#### 放送時間
- 木曜日 18:40 - 18:57

### 第2期
放送期間：1960年9月5日 - 1966年4月2日

#### 本放送
- 1960年9月5日 - 1962年3月30日：月曜日 - 金曜日 11:00 - 11:25
- 1962年4月2日 - 1966年4月2日：月曜日 - 土曜日 8:40 - 9:00

#### 再放送
- 1963年4月8日 - 1964年3月27日：月曜日 - 金曜日 14:15 - 14:35

## 関連番組
- みんなの科学
- くらしの科学
- 四つの目